# Ángel Romano
Pour les articles homonymes, voir Romano.
Alfredo Ángel Romano, surnommé el Loco en français : « le Fou », né le 2 août 1894 à Parque Central (estuaire Bellaco et Tuyutí, Montevideo) et mort le 22 août 1972 à Montevideo, est un footballeur uruguayen des années 1910 et 1920.
Il occupe le poste d'attaquant au Nacional essentiellement, remportant neuf fois le championnat national, et en sélection d'Uruguay avec laquelle il gagne l'or olympique et six championnats sud-américains.

## Biographie

### Carrière en club

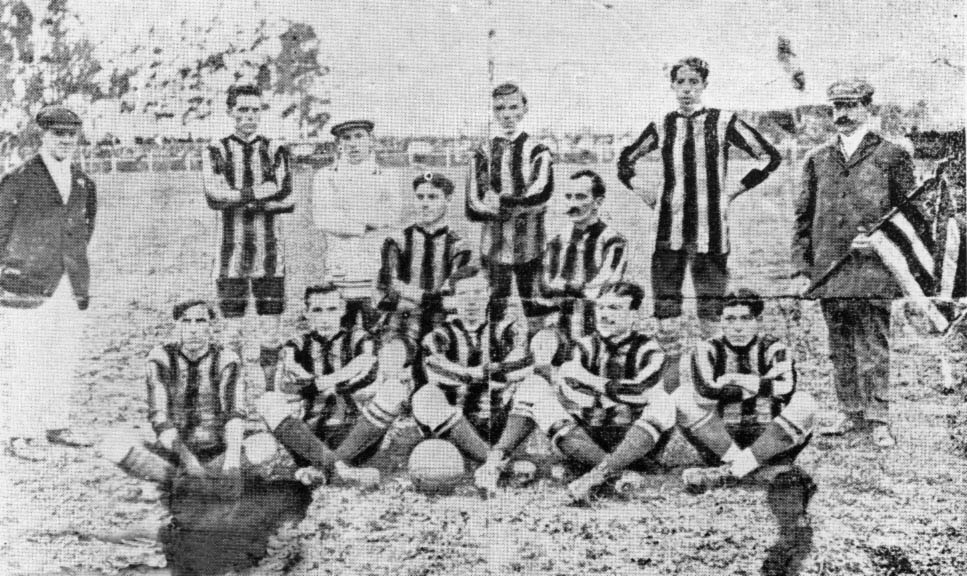
Le CURCC champion d'Uruguay en 1911. Romano est assis à droite.

Natif de Montevideo, Ángel Romano passe sa jeunesse à Parque Central où il côtoie Pascual Somma et les frères cadets du dramaturge Florencio Sánchez. Romano et Somma sont formés au Nacional et débutent le football dans les équipes de jeunes du club. Romano fait ses débuts en équipe première le 11 septembre 1910 contre le Central et contribue à la victoire 4 buts à 1 en marquant trois buts. En raison de la « scission » de 1911 entre les dirigeants du club, il signe un bref passage au CURCC, club à l'origine de la fondation en 1913 du grand rival du Nacional, Peñarol. Pour sa première et unique saison avec le club jaune et noir, il remporte son premier championnat national.
En 1913, il traverse le río de la Plata et émigre à Buenos Aires pour défendre les couleurs de Boca Juniors, qui vient d'obtenir sa promotion dans l'élite grâce à l'élargissement de la première division de six à quinze équipes. Son transfert représente alors la première grande transaction internationale en Amérique du Sud. Dans la capitale argentine, Romano est pris en charge par Antonio Buticelli, homme de l'ombre et dénicheur de talents de Boca. Buticelli accompagne ainsi les jeunes du club à l'école pour finaliser leurs études, mais Romano, passionné de football, attend son départ pour s'échapper par l'arrière de l'établissement afin d'aller s'entraîner. En 1914, il joue deux matchs amicaux avec la sélection argentine et quitte Boca Juniors après 7 buts en 25 matchs.

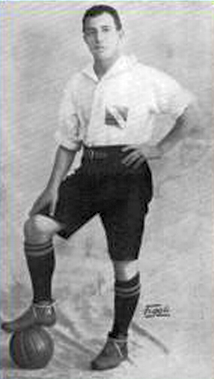
Romano en 1924.

En 1915, l'enfant prodigue revient au Nacional pour lui rester fidèle jusqu'à la fin de sa carrière en 1930 et amasser nombre de trophées. Entre 1915 et 1924, une époque qui marque le premier apogée du Nacional, il remporte le championnat uruguayen à huit reprises au côté d'Héctor Scarone, considéré comme le meilleur joueur du monde d'avant-guerre. En championnat, Romano inscrit un total de 164 buts en 388 matchs avec le Nacional.

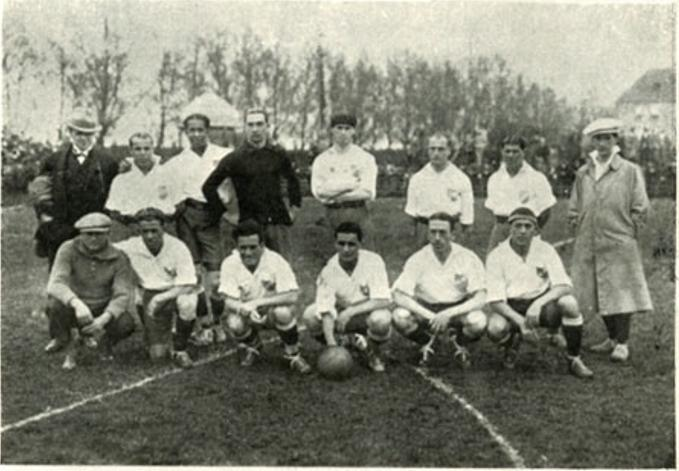
Le Nacional contre l'équipe des Pays-Bas en 1925. Romano est accroupi à droite.

Après l'organisation d'un championnat parallèle par la Federación Uruguaya de Football (es) en 1923 et 1924, l'intervention du gouvernement uruguayen parvient à imposer la fusion de la FUF avec l'AUF en une seule fédération, mais le championnat est suspendu en 1925, le temps de régler les différends. Le Nacional en profite pour s'offrir une grande tournée européenne, couplant son périple avec celui du club brésilien de Paulistano d'Arthur Friedenreich. Aux côtés des vedettes Andrade, Scarone et Petrone, Romano prend part à la tournée qui dure 153 jours de mars à août 1925, à travers neuf pays différents. En 38 matchs, dont des rencontres contre les champions d'Espagne du FC Barcelone, les champions italiens du Genoa, le Sporting Lisbonne, le Rapid Vienne ou le Sparta Prague, le Nacional sort victorieux à 26 reprises et ne perd que cinq parties, marquant 130 buts pour 30 encaissés. Peinant à s'imposer au milieu de ces grands joueurs, Romano n'inscrit qu'un but, contre la sélection de Paris, en dix-sept matchs disputés. Il est rapporté que 700 000 spectateurs assistent aux rencontres du Nacional en Europe. À Vienne, la délégation uruguayenne est même reçue par le président Michael Hainisch,. Cependant, la reprise du championnat en 1926 est un échec, le Nacional ne se classant que quatrième, puis troisième l'année suivante. De mars à juillet 1927, un nouveau voyage à l'étranger mène l'équipe de Romano aux États-Unis, au Mexique et à Cuba. Cette dernière tournée n'a pas la même saveur que la précédente, deux des quatorze matchs sur le sol américain étant suspendus avant la fin du temps réglementaire du fait de violences,.

### Carrière internationale
Ángel Romano débute avec l'équipe nationale uruguayenne le 15 août 1911 à Buenos Aires dans le cadre de la Coupe Lipton contre l'Argentine, signant l'un des deux buts de la victoire uruguayenne. Il joue dix matchs entre cette année-là et la suivante. Évoluant les deux saisons suivantes à Boca Juniors, Romano n'est plus sélectionné avec la Celeste mais participe à quelques matchs amicaux avec l'équipe d'Argentine. À son retour au Nacional en 1915, il est à nouveau retenu avec les Charrúas, avec lesquels il joue jusqu'en 1927.

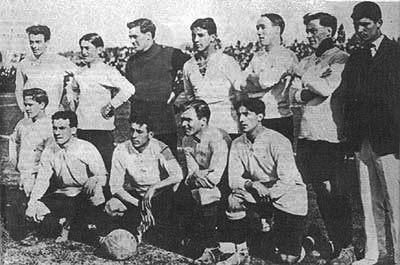
La Celeste championne continentale en 1917. Romano est accroupi au centre.

Romano dispute neuf championnats d'Amérique du Sud et en remporte six. Il est le meilleur buteur des compétitions continentales de 1917 et de 1920,. Au total, il inscrit 12 buts dans ces tournois, ce qui le place au troisième rang des buteurs uruguayens et au dixième rang des buteurs continentaux dans l'histoire de cette compétition. Il est également le joueur uruguayen avec le plus d'apparitions dans la compétition (23 matchs joués). Romano réalise deux de ses plus mémorables prestations dans le tournoi continental face au Brésil en 1917 puis en 1920 où, auteur à chaque fois d'un doublé, il inflige aux Auriverdes deux des plus lourdes défaites de leur histoire (4–0 puis 6–0).
Romano fait partie de la sélection championne olympique en 1924 où, débarqués quasi-incognito, les attaquants uruguayens captivent le public parisien en se passant rapidement le ballon entre eux, tandis que leur maître à jouer José Leandro Andrade est baptisé la « Merveille noire ». Seuls les Pays-Bas parviennent à accrocher la Celeste en demi-finale avant de céder sur un penalty contesté. Romano est titulaire lors des cinq rencontres victorieuses, marquant à trois reprises dont le dernier but en finale contre la Suisse. Une légende dit qu'il ne participe pas aux Jeux suivants afin de passer un entretien d'embauche dans la Banco Hipotecario del Uruguay (en). Toutefois, vieillissant, il n'est pas appelé pour le championnat d'Amérique du Sud de 1927 non plus.
Le 14 juillet 1927, Romano honore sa dernière sélection en Coupe Newton contre l'Argentine. Au total, il compte sous le maillot bleu 69 capes, détenant le record de sélections en équipe nationale uruguayenne de 1923 à 1985, jusqu'à ce que Rodolfo Rodríguez ne le dépasse, ainsi que le record mondial de capes du 14 juillet 1927 où il dépasse Imre Schlosser jusqu'au 3 mars 1940 lorsque le Suisse Severino Minelli le dépasse. En comptant ses sélections non-officielles, son total avoisine les 100 sélections. Son record national de 28 buts ne tient en revanche que cinq années, étant amélioré dès juin 1928 par Héctor Scarone, mais Romano reste le deuxième buteur de l'histoire de la Celeste au XXe siècle.

## Statistiques

### En sélection nationale
| Saison                | Sélection             | Phases finales              | Phases finales | Phases finales | Matchs amicaux | Matchs amicaux | Total | Total |
| Saison                | Sélection             | Compétition                 | M              | B              | M              | B              | M     | B     |
| --------------------- | --------------------- | --------------------------- | -------------- | -------------- | -------------- | -------------- | ----- | ----- |
| 1911                  | Uruguay               | -                           | -              | -              | 5              | 2              | 5     | 2     |
| 1912                  | Uruguay               | -                           | -              | -              | 5              | 2              | 5     | 2     |
| 1913                  | Uruguay               | -                           | -              | -              | 1              | 0              | 1     | 0     |
| 1915                  | Uruguay               | -                           | -              | -              | 1              | 0              | 1     | 0     |
| 1916                  | Uruguay               | Copa América 1916           | 2              | 0              | 3              | 0              | 5     | 0     |
| 1917                  | Uruguay               | Copa América 1917           | 3              | 4              | 2              | 1              | 5     | 5     |
| 1918                  | Uruguay               | -                           | -              | -              | 6              | 2              | 6     | 2     |
| 1919                  | Uruguay               | Copa América 1919           | 3              | 0              | 5              | 1              | 8     | 1     |
| 1920                  | Uruguay               | Copa América 1920           | 3              | 3              | 3              | 2              | 6     | 5     |
| 1921                  | Uruguay               | Copa América 1921           | 3              | 2              | 1              | 0              | 4     | 2     |
| 1922                  | Uruguay               | Copa América 1922           | 4              | 0              | 1              | 1              | 5     | 1     |
| 1923                  | Uruguay               | Copa América 1923           | 0              | 0              | 4              | 2              | 4     | 2     |
| 1924                  | Uruguay               | JO 1924 + Copa América 1924 | 5+3            | 3+2            | 3              | 0              | 11    | 5     |
| 1926                  | Uruguay               | Copa América 1926           | 2              | 1              | -              | -              | 2     | 1     |
| 1927                  | Uruguay               | Copa América 1927           | -              | -              | 1              | 0              | 1     | 0     |
| Total sur la carrière | Total sur la carrière | Total sur la carrière       | 28             | 15             | 41             | 13             | 69    | 28    |

## Palmarès

### National
- Champion d'Uruguay amateur à 9 reprises, en 1911, 1915, 1916, 1917, 1919, 1920, 1922, 1923 et 1924
- Coupe Río de la Plata (Championnat Rioplatense du Dr. Ricardo C. Aldao, face au champion d'Argentine) en 1916, 1919 et 1920
- Coupe d'Uruguay (Coupe d'honneur Cousenier) : 1911, 1915, 1916 et 1917
- Copa de Competencia (en) : 1915, 1919, 1921 et 1923
- Copa Competencia Chevallier Boutell en 1915

### International
- Champion olympique en 1924
- Champion d'Amérique du Sud à 6 reprises (record de l'épreuve), en 1916, 1917, 1920, 1923, 1924 et 1926
- Meilleur buteur de la Copa América en 1917 (4 buts) et 1920 (3 buts)
- Vice-champion d'Amérique du Sud en 1919
- Coupe Lipton (face à l'Argentine) : 1911, 1912, 1919, 1922 et 1923
- Coupe Newton (face à l'Argentine) : 1912, 1917, 1919 et 1920
- 69 sélections officielles uruguayennes (125 au total[1]) de 1911 (à 17 ans et 13 jours) à 1927 (28 buts[16], devancé par Héctor Scarone avec 31 réalisations) ; recordman des sélections jusqu'en 1985
- 2 sélections amicales argentines en 1914